# Mario Fernández Pelaz
Mario Fernández Pelaz   (Bilbao, 4 de novembre de 1943 - Areeta, 10 de desembre de 2024) va ser un advocat i polític basc. Va ser vicelehendakari del Govern Basc en l'administració Garaikoetxea entre 1982 i 1985.

## Biografia
Mario Fernández Pelaz va néixer en Bilbao el 4 de novembre de 1943. Es va llicenciar en Dret per la Universitat de Deusto en 1965. Des de 1966 exerceix la professió d'advocat. És també professor de Dret Mercantil en la Facultat d'Empresarials de la Universitat de Deusto. Mario Fernández es va especialitzar en reestructuracions d'empreses en crisis, confecció de condicions de viabilitat, negociació amb parts implicades i obtenció de crèdits oficials. Afiliat al Partit Nacionalista Basc (PNB), el març de 1980 va ser inclòs dintre del primer gabinet del Govern Basc després de la seva restauració. Va ser escollit pel lehendakari Carlos Garaikoetxea per a dirigir la cartera de Treball. Aquesta conselleria va ser assumint algunes de les competències que li havien estat transferides per l'administració central.
El gener de 1982 Garaikoetxea va nomenar Fernández Vicelehendakari para el desenvolupament autonòmic, càrrec que va seguir compaginant amb la conselleria de Treball. Aquest nomenament va convertir Fernández en el nombre dos de l'executiu basc i en l'encarregat de negociar les transferències de competències amb el Govern Central. A les eleccions al Parlament Basc de 1984 fou elegit diputat pel PNB. També continuà en el seu càrrec com a vicelehendakari en guanyar el seu partit polític les eleccions i formar govern, sent confirmat en el seu càrrec pel lehendakari Carlos Garaikoetxea. La segona legislatura es va caracteritzar per la greu crisi interna del PNB que va enfrontar al lehendakari Garaikoetxea amb Xabier Arzalluz, president del PNB i que va desembocar en l'escissió del PNB i en la creació d'un nou partit al setembre de 1986, Eusko Alkartasuna, liderat per Garaikoetxea. Abans, Garaikoetxea havia estat cessat com a lehendakari el 27 de gener de 1985 i va ser substituït en el seu càrrec per José Antonio Ardanza, fidel a la direcció del partit.
En tota aquesta crisi Mario Fernández va cessar també com vicelehendakari, encara que es va mantenir fidel al partit, ja que fins que es va esgotar la legislatura va seguir sent parlamentari del PNB. Mario Fernández va ser un dels polítics tocats per la crisi política del PNB, ja que encara que va seguir militant en aquest partit no va seguir exercint càrrecs públics o polítics ressenyables. Considerat un crític dintre del PNB, el seu nom va aparèixer publicat en l'any 2000 en una llista de possibles objectius d'ETA. També ha fet aparicions públiques defensant la legitimitat del Pla Ibarretxe.
Per contra es va dedicar a l'empresa privada. Va arribar a detenir un alt càrrec en el banc BBVA com a Director Jurídic d'Assumptes Legals i membre del Comitè de direcció. Després d'abandonar el BBVA va ingressar en 2002 com a soci del bufet d'advocats Uría y Menéndez. A l'abril de 2002 es va veure implicat en l'escàndol dels comptes secrets del banc BBVA que es va produir quan ell era un alt càrrec del banc. Per això la Fiscalia Anticorrupció va sol·licitar la seva imputació en el cas, però el jutge Baltasar Garzón no ho va considerar oportú i no va ser finalment jutjat per aquests fets.